# Andrej Hieng
Andrej Hieng (n. 17 februarie 1925, Ljubljana, Regatul Sârbilor, Croaților și Slovenilor – d. 17 ianuarie 2000, Ljubljana, Slovenia) a fost un scriitor, dramaturg și regizor de teatru sloven .

## Biografie
Andrej Hieng s-a născut în Ljubljana în 1925. A studiat la Academia de Arte Vizuale din Ljubljana între anii 1948 și 1952 și a lucrat ca regizor de teatru la Kranj, Celje și Ljubljana. Pe lângă piesele sale de teatru, este cunoscut și ca autor de romane și povestiri scurte.
Andrej Hieng a primit o serie de premii, inclusiv Premiul Fundației Prešeren în 1967 pentru romanul său Gozd în pečina, Marele Premiu Prešeren  în 1988 pentru opera sa literară și dramatică și Premiul Kresnik pentru romanul său Čudežni feliks în 1994. În 1995 a devenit membru al Academiei Slovene de Știință și Artă. A murit în Ljubljana în 2000.

## Lista lucrărilor
- Novele, povestiri scurte, (1954)
- Usodni rob, povestiri scurte, (1957)
- Planota, povestiri scurte , (1961)
- Gozd în pečina, roman, (1966)
- Orfeum, roman, (1972)
- Čarodej, roman, (1976)
- Obnebje metuljev, roman, (1980)
- Čudežni feliks, roman, (1993)

## Teatru
- Cortesova vrnitev, drama (1969)
- Burleska o Grku, drama (1969)
- Gluhi poze la meji, drama (1969)
- Osvajalec, drama (1971)
- Lažna Ivana, comedie (1973)
- Izgubljeni păcat, comedie (1976)
- Večer ženinov, drama (1979)
- Krvava ptica, comedie (1980)
- Nori malar, comedie (1980)
- Dež v Piranu, drama (1982)
- Zakladi gospe Berte, drama (1983)
- Mark în Antonij, drama (1983)

## Vezi și
- Listă de scriitori sloveni
- Listă de dramaturgi sloveni